# Motocicleta custom
El término motocicleta custom proviene originalmente del verbo en inglés to customize, que se refiere a la personalización de algo que fue creado en serie de forma industrial e impersonal. En este caso define un tipo de motocicleta que ofrece la posibilidad de personalización y modificación de acuerdo a los gustos del dueño, (partiendo casi siempre de un modelo de estilo clásico o "retro": Una crucero de fábrica), de tal forma que la motocicleta acaba convirtiéndose en un reflejo de la personalidad y estética de la persona que la posee.

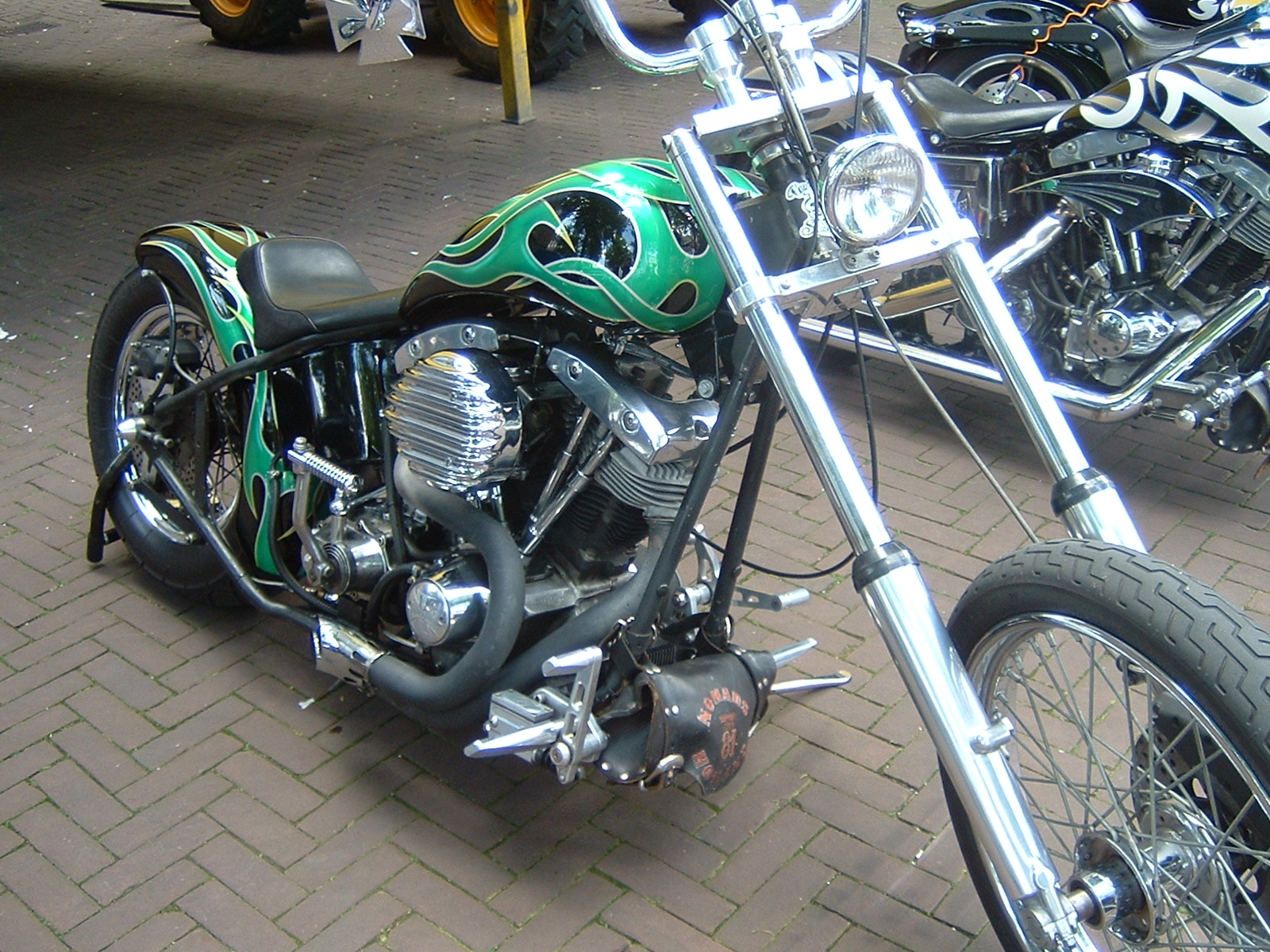
Una motocicleta Harley Davidson customizada

Las custom aparecieron como tales en cuanto se popularizó la modificación por parte de los usuarios de sus motocicletas (principalmente de las marcas norteamericanas Harley Davidson e Indian), tras la finalización de la Segunda Guerra Mundial. En la actualidad, prácticamente todos los fabricantes de motocicletas tienen una gama de motos custom y un catálogo de piezas para personalizarlas. El movimiento ha tenido tal repercusión a lo largo de las décadas, que se ha generado una industria paralela de customizadores o creadores de motocicletas totalmente exclusivas a partir de cero.
Es por su origen, las custom no suelen perder el sabor añejo y la estética de motocicleta clásica de los modelos que dieron vida a este estilo, y suele haber un sentimiento de atracción por el clasicismo entre los amantes del custom. La marca que realmente más ha mantenido la apuesta por dicha resistencia al progreso en sus modelos, sin duda es Harley Davidson, que aún hoy sigue manteniendo muchos de los ingredientes que hacen que sus motocicletas sean consideradas legendarias entre las custom.
Los usuarios de motocicletas custom a menudo hacen trascender el hecho de poseer y usar sus máquinas hasta, en muchos casos, hacer de ello un modo de vida. Esto también se ve influido por la existencia de infinidad de grupos y clubes de usuarios de customs que disfrutan rodando juntos, asistiendo y organizando eventos, rodadas o concentraciones relacionados con su pasión e intercambiando conocimientos y accesorios para la personalización de sus motos. En muchos casos estos grupos forman verdaderas hermandades o familias sólidamente consolidadas y jerarquizadas, como es el caso de los Motoclubs tipo "MC".

## Vertientes del custom
Dentro del universo de las motocicletas custom existen infinidad de estilos bien diferenciados por el tipo de modificaciones a las que se someten, nivel de modificación, etc, y que se subdividen a su vez en diversos géneros menos definidos. Algunos de los principales tipos de customs son los siguientes:

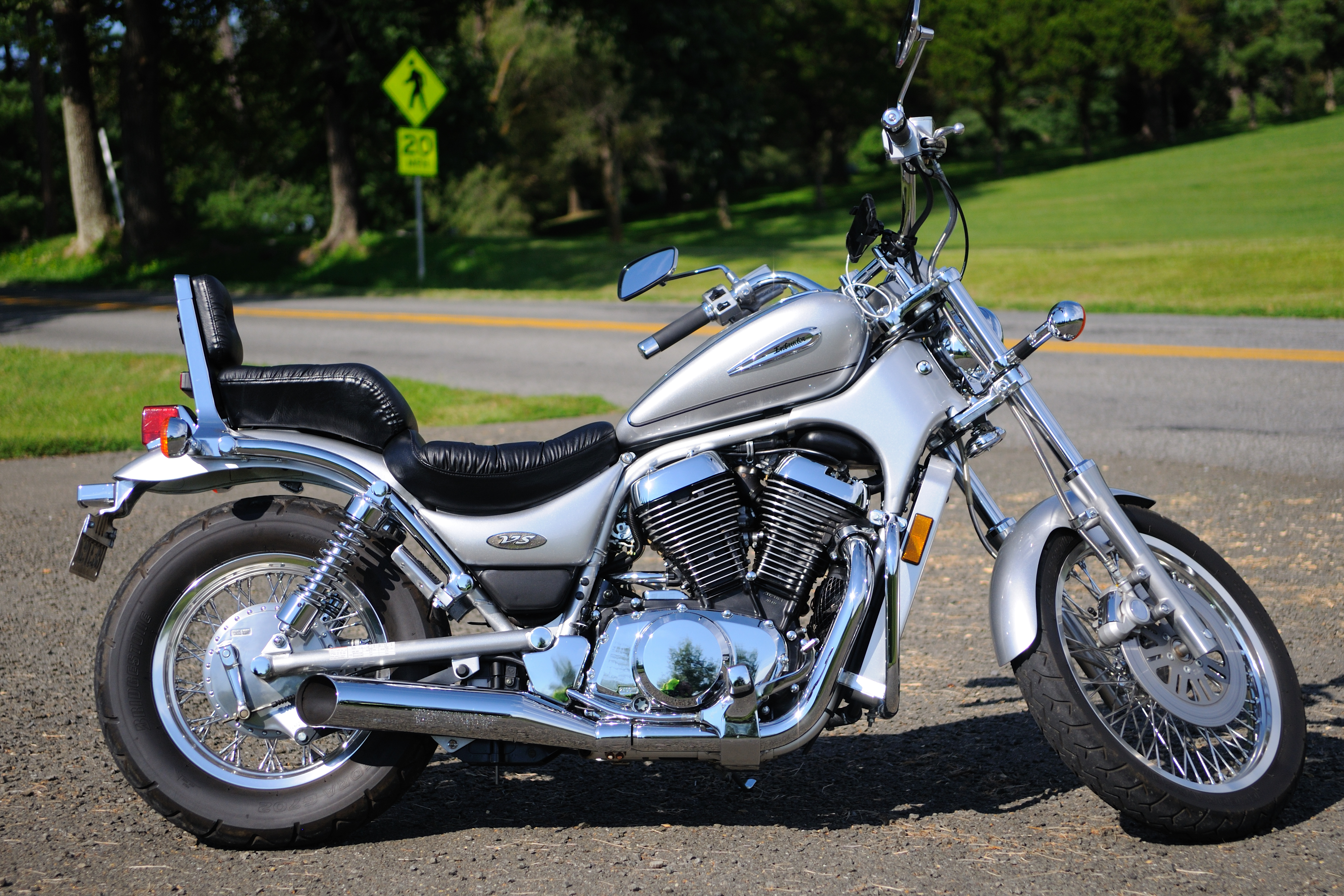
Crucero Suzuki del año 2003, VS 800 Intruder

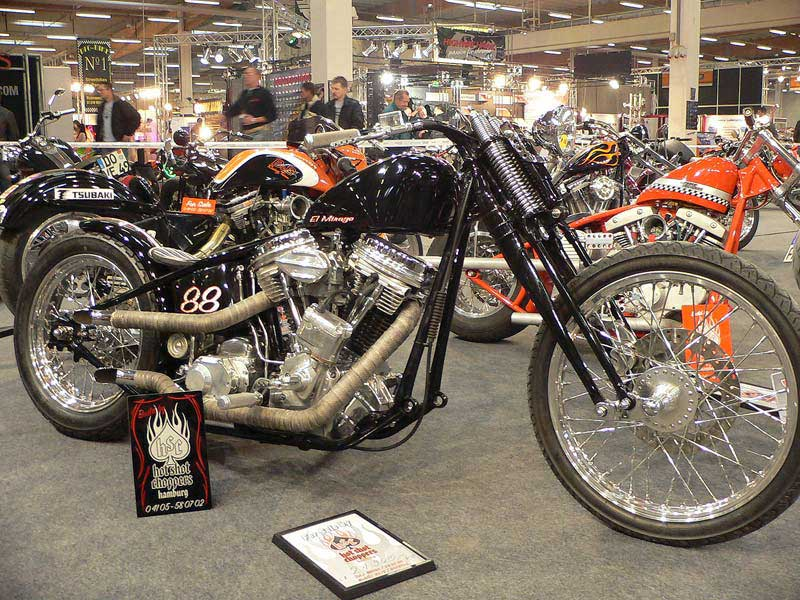
Una típica Bobber Harley

- Crucero: Del Inglés "To Cruise", "Cruiser", refiriéndose a que está pensada para recorrer grandes distancias a velocidades medias (de crucero). Sin modificar (customizar) son la base de casi todos los demás tipos de Custom, (quizás sin incluir las "cafe racers", "street fighters",  o algunas especiales). Su morfología responde a una moto larga y baja, con gran distancia entre ejes, manillar ancho, depósito de gran capacidad y guardabarros envolventes. La postura de conducción, dada la ergonomía que presenta, es relajada, con la espalda recta o ligeramente inclinada hacia atrás, los brazos relajados y las piernas extendidas hacia adelante. Suelen disponer de plataformas para los pies en vez de estribos o además de estribos y es común que también tengan palancas de cambio de doble brazo. A menudo se les añaden parabrisas y alforjas de cuero o maletas rígidas.
- Bobber: Aparecen en la década de los 40, y generalmente se crean a partir de motocicletas de las marcas presentes en la época en Estados Unidos y Gran Bretaña (Harley Davidson, Indian y Triumph principalmente). Son creadas en sus inicios por los soldados estadounidenses que vuelven a su país tras combatir en Europa (Ver Origen Socioeconómico más abajo). Se caracterizan por ser bajas y largas, en inglés “long and low”, tener las dos ruedas de igual diámetro y normalmente mismo grosor. Suelen tener neumáticos de banda blanca, y normalmente montan llantas de radios clásicas. Por lo general, se les desmontan los guardabarros delanteros, los traseros se modifican para dar cabida a un solo asiento pequeño y se les cambian o simplifican los tubos de escape a los que luego se les envuelve en cinta de amianto (muy característico). No se modifica el chasis original, pero se prefiere el tipo doble delta. En cuando a los manillares, hay varias tendencias, con manillares anchos tipo "Flier", altos tipo "Ape Hanger" (cuelgamonos) de altura media, cortos y rectos, etc. Aparte de estas modificaciones, se personaliza la pintura, detalles mecánicos y accesorios al gusto de los rockers de la época. Se usan colores sobrios como el negro, granate, etc, predominando los mates. Aparece tímidamente la aerografía con motivos heredados sobre todo de los bombarderos de la Segunda Guerra Mundial (Nose art, Pin-up), o referencias al Rock and Roll, Rockabilly y Blues. Las bobbers son las antecesoras de las chopper, y existen diversas clasificaciones según la forma y longitud del guardabarros trasero, tamaño del depósito, altura del chasis con respecto al suelo, etc.
- Chopper: se las llama así por el verbo inglés "to chop" (cortar), ya que se corta o desmonta de la moto todo lo que resulta superfluo. Aparecen a finales de los años 60 en Estados Unidos y se caracterizan por ser motocicletas delgadas, bajas por la parte de atrás y altas por la parte delantera, con horquillas muy largas (a veces exageradamente), la rueda del tren delantero delgada y la rueda trasera mucho más gruesa. En este caso sí se modifica el chasis e incluso en algunos casos se instala un chasis creado especialmente para convertir la moto en una chopper. Los manillares originales suelen sustituirse por "ape hangers" (cuelgamonos), llamados así porque dada su altura obligan a mantener los brazos en alto y dan la impresión de que el piloto va colgado de ellos, aunque también pueden verse choppers con manillares rectos y bajos, en los casos en los que el propio chasis deja las torres que sujetan el manillar a una altura equiparable a la de un cuelgamonos. Así, en la actualidad existen matices sobre todo con el tipo de manillar y el ángulo de lanzamiento de la horquilla, pero básicamente es muy fácil reconocer una chopper por varios factores principales (aunque hay matices): Chasis estrechos y largos, mucho más altos por delante que por detrás, depósitos de combustible relativamente pequeños con respecto a una moto de origen, suspensiones traseras rebajadas o incluso inexistentes (chasis rígido), horquillas largas y muchas veces con suspensiones de muelles (Springer). La pintura suele ser colorista y llamativa, abundan los cromados y los brillos. La aerografía está muy presente a lo largo de toda la moto.

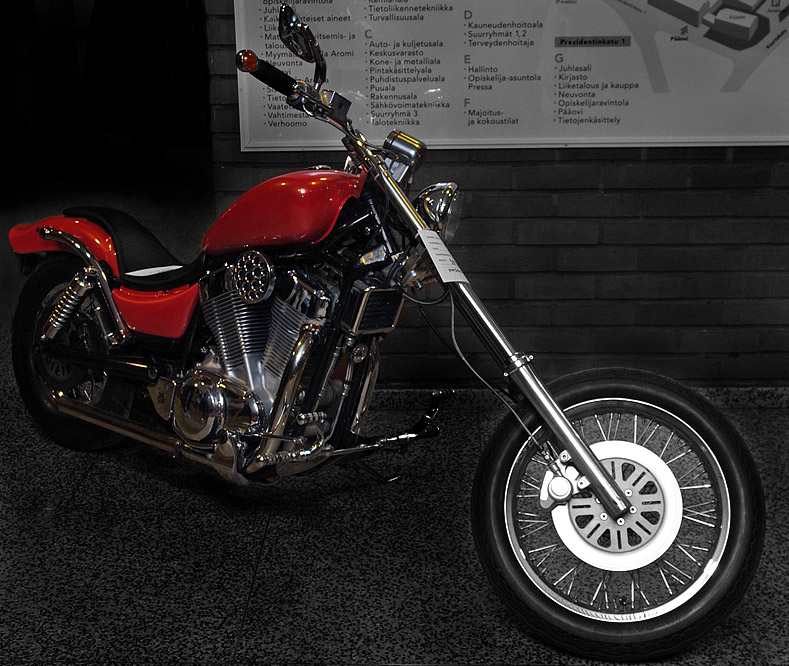
Una Suzuki Intruder Chopper, se observa el claro alargamiento de la horquilla

- Dresser o Bagger: aparecen a mediados de la década de los años 60, simultáneamente en Estados Unidos y Gran Bretaña. Su nombre viene del verbo inglés "to dress" (vestir), "baggs" (bolsas) y se les da porque tienen alforjas generalmente para ropa o accesorios para un viaje. Es el tipo de custom menos agresivo con el modelo original, ya que al contrario de los otros estilos, consiste o bien en sustituir piezas y accesorios de las motos por otros de mejor estética o simplemente añadir piezas tanto para incorporar nuevas funcionalidades como para cambiar su estética por una más "rutera" independientemente de que se hagan o no largos viajes con la motocicleta. Se suele cromar toda pieza que lo permita y se usan generalmente colores brillantes y aerografías de un nivel artístico elevado. Algunas veces alcanzan un nivel de detalle rozando el barroco más delirante.
- Rat-Bike: es difícil determinar cuándo aparece esta vertiente del custom, ya que consiste en la modificación o creación de motos a partir de piezas de desguace viejas, accesorios oxidados de otras máquinas ajenas al motociclismo (a veces surrealistas), y en definitiva hacer que la motocicleta funcione correctamente pero con un aspecto decadente, sucio y viejo. Se utiliza pintura negro mate o verde militar y evidentemente, se prescinde totalmente de cromados. En ocasiones, algunos constructores han llegado a crear óxido para verterlo sobre algunas de sus piezas. Estas motos pueden tener relación con las aparecidas en la película Mad Max.

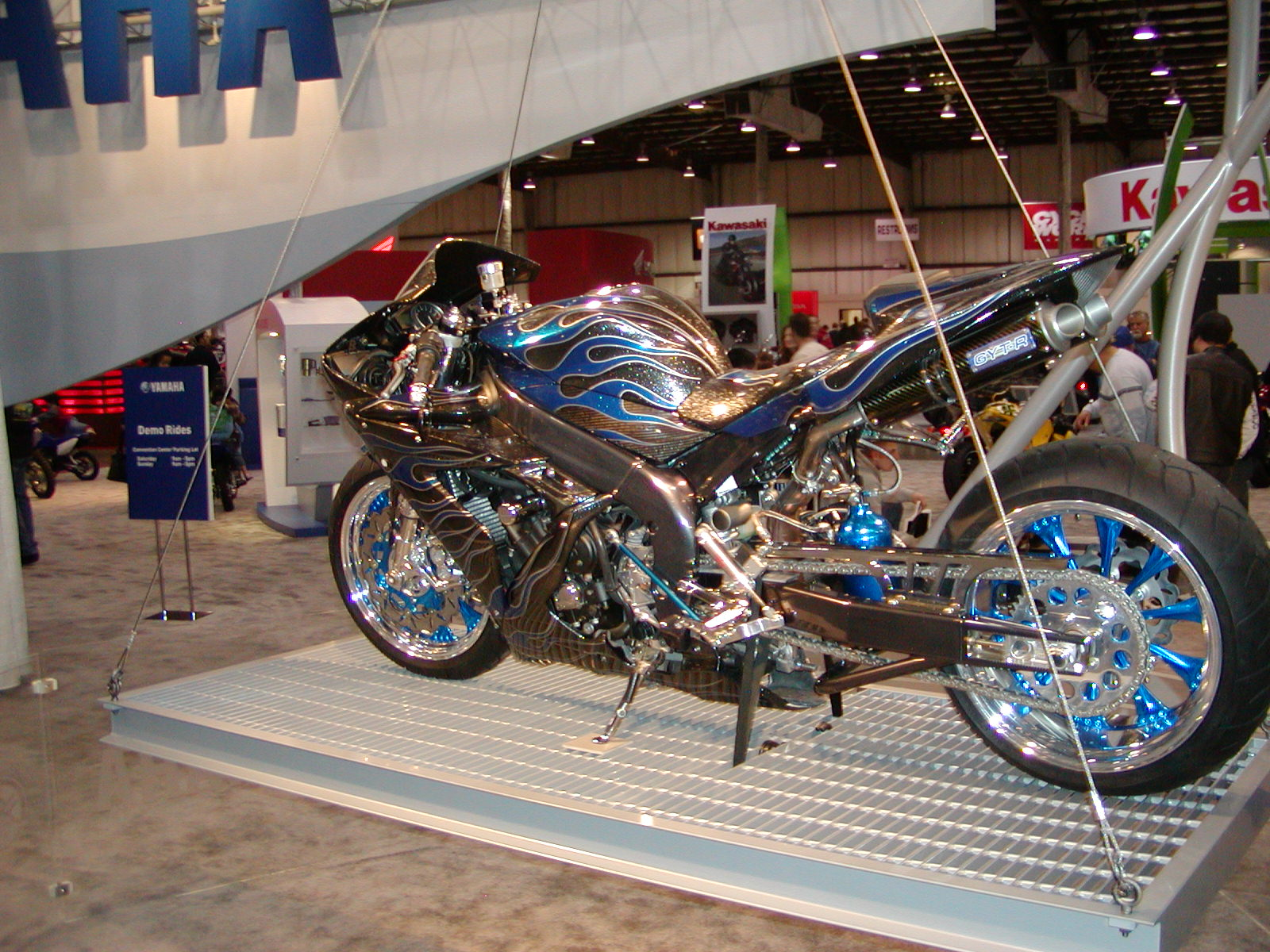
Street Fighter tipo Drag de Yamaha

- Street Fighter: en inglés "guerrera urbana". Estas motocicletas se diferencian de las demás custom porque la base que se utiliza es una moto deportiva, generalmente japonesa y en algunos casos italiana. Aparecen en Gran Bretaña a finales de los años 80, en las ciudades más saturadas de tráfico urbano. Rápidamente se propaga a Europa, sobre todo a Alemania. Se usan materiales modernos, tales como la fibra de vidrio, fibra de carbono, aluminio, etc. Se modifica tanto la estética como la mecánica de la moto hasta el punto de darles unas prestaciones impresionantes. Se caracterizan estéticamente por tener el colín trasero alzado en un ángulo muy exagerado (siempre son monoplaza), dejando a la vista gruesos neumáticos traseros y poderosos tubos de escape. Se quitan los carenados y se pulen o croman algunas piezas. Se crean accesorios de formas imposibles. Los faros se sustituyen por otros mucho más pequeños y sofisticados y suelen instalarse cúpulas con forma de careta sobre ellos, asemejándose los frontales a caras con ojos luminosos. Los colores varían desde las aerografías más delirantes hasta las más siniestras, pasando por el siempre presente negro mate. Las Street Fighters tienen un símbolo a modo de logotipo, que es el puño americano.

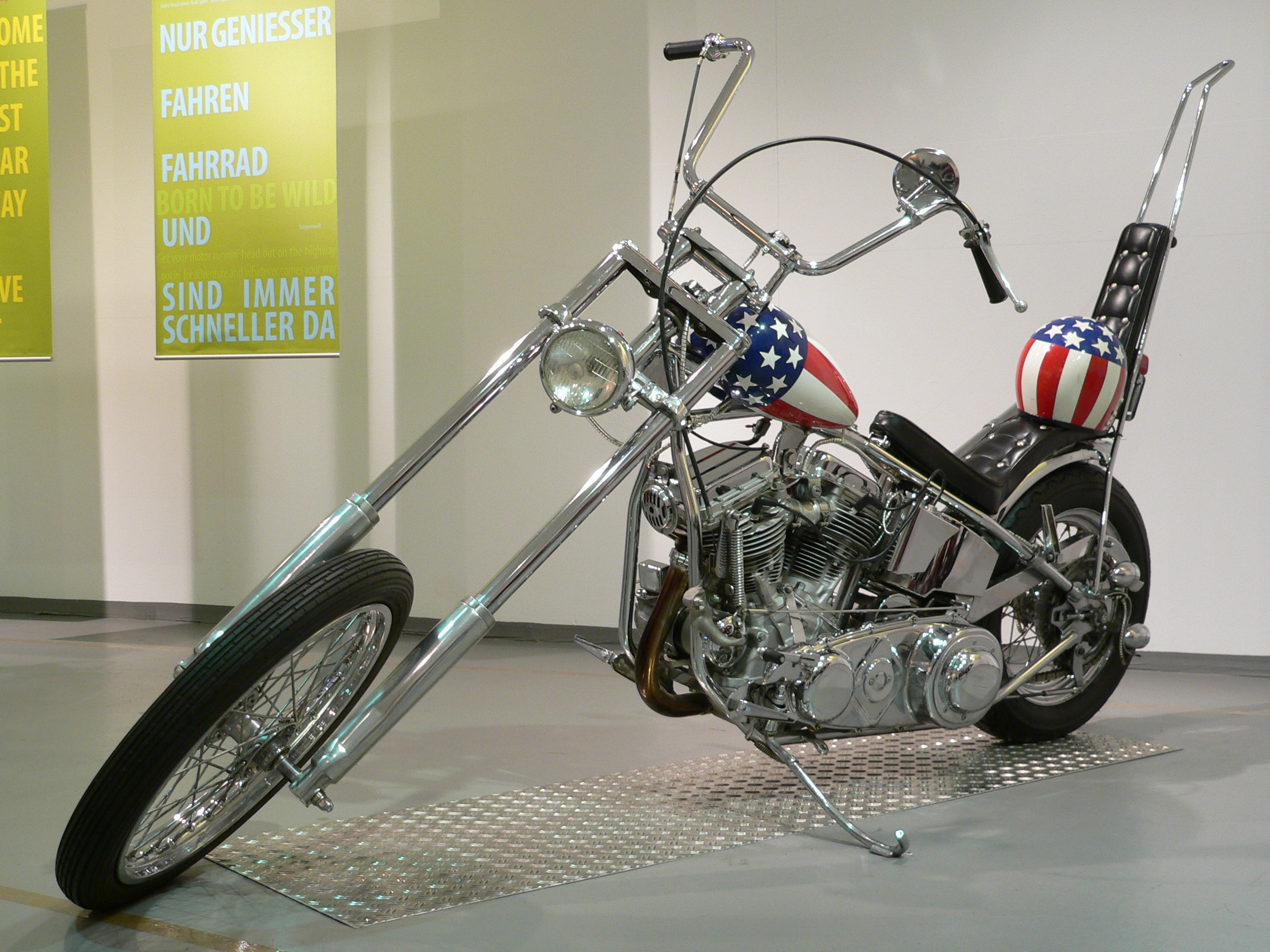
"Capitán América", una Harley Davidson PANHEAD, tipo chopper con una clara alusión a la película Easy Rider

- Show Bike: estas motocicletas se crean normalmente con el único objetivo de presentarlas a concursos donde se premia a los preparadores por sus obras. No suelen estar pensadas para ser usadas como vehículo aunque siempre es requisito indispensable que las motos arranquen y sean capaces de funcionar correctamente como lo que al fin y al cabo son: motos. En muchas ocasiones, son los fabricantes de piezas para customs los que crean estas esculturas rodantes para promocionar sus productos, de igual forma que los diseñadores de moda crean vestidos únicamente para la pasarela.
- Cafe racers: imitan las motos de carreras de los años 1930 a 1950 en Europa, son más altas que las crucero, manillar recto y no muy largo, avance corto, posición de manejo inclinada hacia adelante para romper mejor el aire, asiento plano de 1 o máximo 2 lugares y en una posición más alta que el asiento bajo de las cruceras, un solo faro grande redondo y rines de rayos.
- Scrambler: Motocicletas con tipo clásico europeo de los años 1930 a 1950, de altura mediana como las cafe racers pero adaptadas para caminos pavimentados y de terracería. Hay modelos de fábrica como las originales Scramblers de Triumph o las Ducatis y Moto Morini entre otras.[4]
- Drag style: Diseñada principalmente para arrancones, muy popular en Europa, tiene la batalla larga, llanta trasera muy ancha y centro de gravedad bajo. Libramiento bajo y alta relación de engranajes con torque abajo para una gran aceleración inicial, manillar bajo y recto, asiento adelantado, tanque de combustible pequeño y grandes tubos de escape normalmente cromados.
- Special Construction: Tiene su auge a inicios del siglo XXI una nueva tendencia la cual ha surgido en países como México, Hungría, Alemania, Japón y Sudáfrica principalmente. Su estructura cumple con una inclinación estandarizada de 38 a 42 + 3 grados en la tija, dependiendo del modelo a desarrollar. Esta vertiente NO toma como base una motocicleta de stock (no hay marca ni modelo de origen, excepto en el motor), y por el contrario se construye la motocicleta en su totalidad, empezando por el chasis, que es elaborado a medida del cliente. Es la evolución de las show bikes, ya que las construcciones especiales están destinadas a lucir en los eventos pero también a poder circular, para lo que tienen que cumplir las regulaciones internacionales tales como que el constructor tiene que respetar estrictamente normativas como la SAE y tener un WFI (World Manufacturer's Identification), ya que aunque son motos únicas deben cumplir normas internacionales de calidad y seguridad. La fabricación es artesanal a pesar de todo, ya que es elaborada pieza a pieza cada parte de la motocicleta. Empresas en Australia como East Coast Choppers AU son pioneras en Oceanía y empresas como Beey Motorcycle México son pioneras en Latinoamérica en iniciar esta producción en la cual invierten alrededor de 4 meses en elaborar cada motocicleta, incorporando innovaciones como tanques de gasolina de acero inoxidable, hechos a mano, escapes también en acero inoxidable, etc. El principal objetivo de estas motocicletas es conservar las bases del movimiento, siendo así también un fiel aliado del rock blues y la libertad pero garantizando que así como tú eres único tu motocicleta también lo es. Estas motocicletas se fabrican en los estilos Chopper antes mencionado y Pro Street, principalmente, con neumáticos traseros que van desde 250 hasta 360 milímetros, y motores con capacidad de 120 hp y 124 lb torque, con una capacidad del motor de desarrollar 300 km/h (motor 2000 cc Screaming Eagle). Su principal concurso es el llamado World Championship of Custom Motorcycle Builders donde se dan cita los principales constructores de esta corriente de motocicletas custom para mostrar y competir, en desarrollo, creatividad y funcionalidad de estas siempre espectaculares máquinas. No obstante, estas motocicletas no suelen estar al alcance de todo el mundo, ya que el coste de semejante obra suele ser prohibitivo, no solo por la exclusividad del proyecto del ingeniero, el tiempo empleado por los distintos artesanos y el equipo de mecánicos, los materiales usados (de altísima calidad), sino también por la infraestructura burocrática necesaria para poner a una de estas maravillas en la carretera de forma legal y la cantidad de trámites legales que hay que superar para su homologación.

## Origen socioeconómico de las motocicletascustom

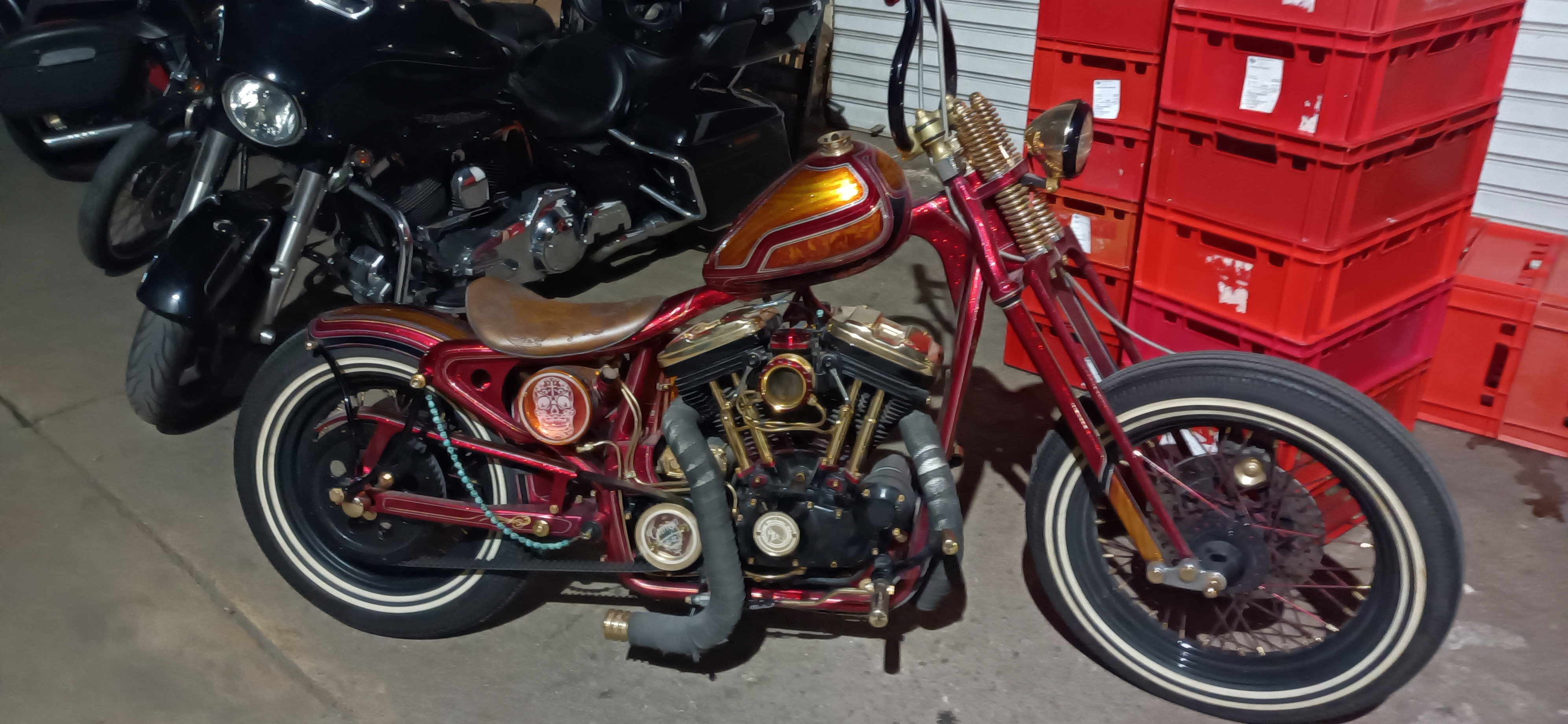
Motocicleta customizada en el club de motos Corsarios MC, en Mallorca.

Al estallar la Segunda Guerra Mundial, en los Estados Unidos existen dos marcas fabricantes de motocicletas que fabrican modelos para la policía y el ejército: Harley Davidson e Indian. Sin embargo, es Harley la que se beneficia del conflicto, firmando un contrato con el ejército que le da la exclusividad durante la guerra. Por tanto, se fabrican miles de motocicletas Harley Davidson destinadas al campo de batalla. Sin embargo, cuando la guerra termina, existe un excedente de unidades que se revenden a los soldados que regresan de Europa a un precio simbólico. Los jóvenes que vuelven de la dura realidad vivida llegan a la mojigata sociedad estadounidense con un medio de locomoción propio y objetos, ropas y símbolos arrebatados al enemigo alemán.
Comienza a darse el fenómeno de rebeldía entre estos jóvenes descontentos, y poco a poco se agrupan en pandillas motorizadas para divertirse, evadirse y rebelarse. Muchos de ellos modifican sus monturas, las potencian y las mejoran, creando así las primeras custom. Algunos grupos se atavían con símbolos del ejército alemán como cruces de hierro, águilas imperiales, etc, como muestra tanto de orgullo por haber combatido, rebeldía, identificación y reafirmación como grupo, forma de escandalizar, etc. Aparecen ritmos y sonidos tachados de socialmente inapropiados como el boggie, swing, etc, que comienzan a formar parte de la incipiente cultura popular de estos jóvenes.
Ya en los años 50, es el rock and roll el que con sus ritmos llama la atención de muchos jóvenes que además mantienen la motocicleta como vehículo y toman el relevo de los anteriores de la posguerra. Es aquí cuando realmente se crea el vínculo irrompible entre "customs" y rock, y que ha acompañado hasta ahora mismo el movimiento. Aquí aparece también lo que años más tarde se llamará Kustom Kulture, (deliberadamente escrito con "K").
En los 60 y 70, las custom son una forma de vida. Grupos de motoristas errantes recorren los Estados Unidos con sus motos personalizadas y escapan al control de las autoridades. El movimiento toma fuerza por la influencia, además de la música, de nuevas corrientes entre los jóvenes (cada vez más descontentos con su Gobierno), siempre buscando una utópica Libertad.
En décadas sucesivas, y gracias en gran medida al cine y la música, la "kustom kulture" se expande por todo el Mundo hasta llamar inevitablemente a la puerta de la Industria y establecerse como estilo de un tipo de moto que jamás desaparecerá porque generación tras generación encandila a millones de personas. Hoy por hoy, desde un punto de vista práctico, las motocicletas custom están fuera de lugar ya que las motos actuales las superan con creces en agilidad, velocidad, comodidad, eficiencia y en definitiva tecnología, pero según todos los usuarios de customs, ninguna moto transmite las sensaciones que estas motos pueden transmitir, especialmente en el caso de las míticas Harley-Davidson.